# آلیس در سرزمین عجایب (فیلم ۱۹۱۵)
آلیس در سرزمین عجایب (انگلیسی: Alice in Wonderland) فیلمی است که در سال ۱۹۱۵ منتشر شد.